# Macrostemum giganteum
Macrostemum giganteum är en nattsländeart som först beskrevs av Martynov 1935.  Macrostemum giganteum ingår i släktet Macrostemum och familjen ryssjenattsländor. Inga underarter finns listade i Catalogue of Life.